# Pathos der Distanz

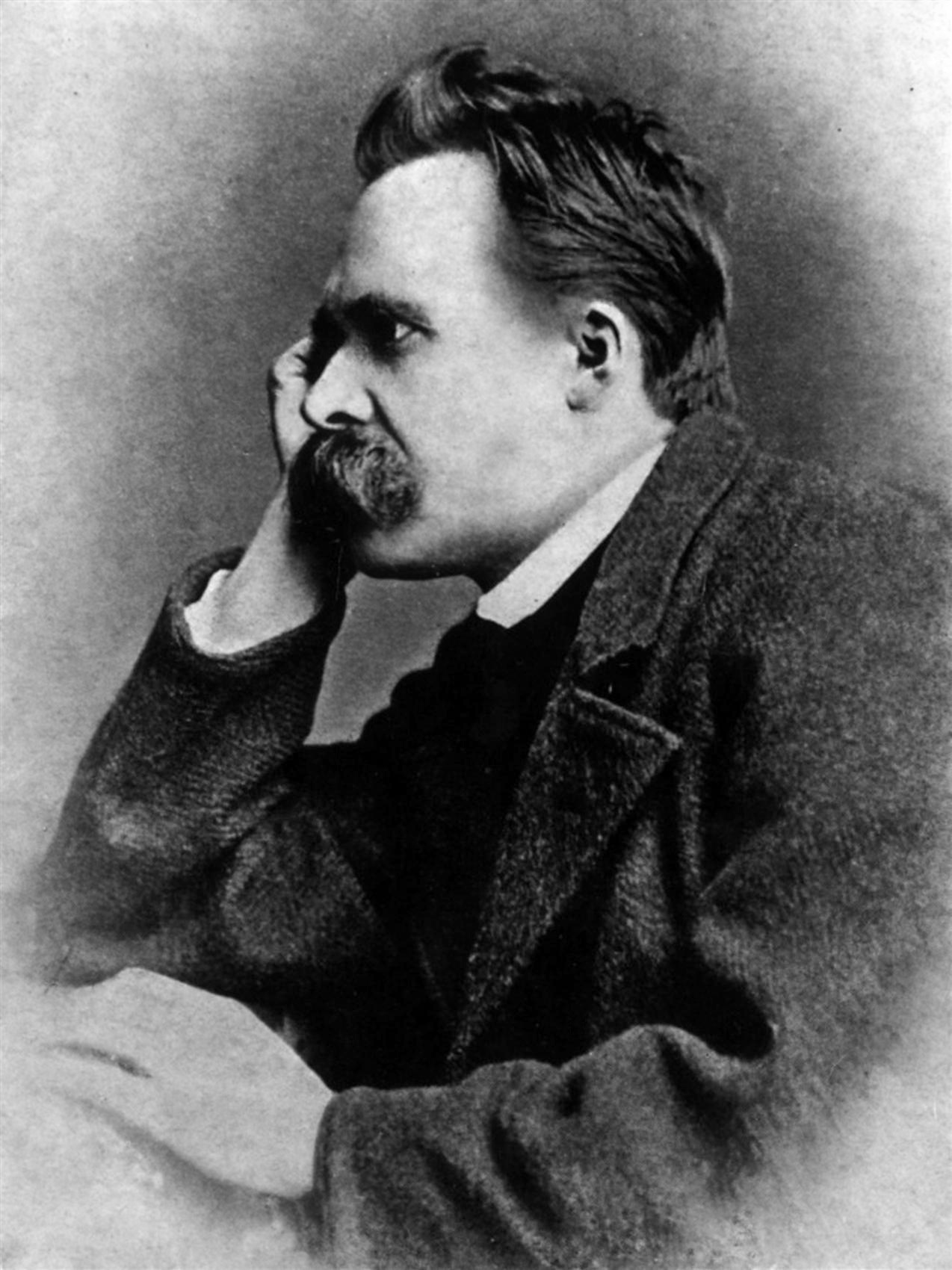
Friedrich Nietzsche, 1882 (Photographie von Gustav Adolf Schultze)

Das Pathos der Distanz ist ein Motiv, welches in Friedrich Nietzsches späteren Schriften aufkommt und starken Schlagwortcharakter hat.
Es drückt das Gefühl vornehmer Überlegenheit aus und bestimmt eine Position, aus der sich der aristokratische, hochgesinnte Mensch das Recht nimmt, „Werte zu schaffen“ und „Namen der Werte auszuprägen“.

## Einzelheiten
Die Beurteilung, ob etwas gut sei, rühre nicht von denen her, welchen Güte erwiesen worden sei, sondern von den Guten selbst, den Mächtigen, Höhergestellten und Vornehmen. Sie empfanden ihr Handeln im Gegensatz zu dem „Niedrig-Gesinnten“ als das ersten Ranges, während sie die Nützlichkeit nichts anging. Diese sei – wie Nietzsche in der Genealogie der Moral ausführt – „gerade in bezug auf ein solches heißes Herausquellen oberster rang-ordnender, rang-abhebender Werturteile so fremd und unangemessen wie möglich.“
Das „Pathos der Vornehmheit und Distanz“ sei als das „dauernde und dominierende Gesamt- und Grundgefühl einer höheren herrschenden Art im Verhältnis zu einer niederen Art“ der „Ursprung des Gegensatzes von gut und schlecht.“
Das Pathos der Distanz als „Gefühl der Rangverschiedenheit“ vertieft den Gegensatz zu allem, was gemein, niedrig und pöbelhaft empfunden wird. Die aristokratische Gesellschaft habe den Typus Mensch erhöht. Glaube eine Gesellschaft an Rangordnungen und Wertverschiedenheiten, habe sie auch die Sklaverei nötig. Ohne jenes Pathos, das dem „eingefleischten Unterschied der Stände“ und der „beständigen Übung im Gehorchen und Befehlen, Nieder- und Fernhalten erwächst“, könne auch jenes „andre geheimnisvollere Pathos gar nicht erwachsen.“ Hier, in Jenseits von Gut und Böse, bezieht Nietzsche sich auf die innerseelische Distanz-Erweiterung, die auf fernere und umfänglichere Zustände und damit auf die Erhöhung des Typus Mensch und seine „Selbst-Überwindung“ hinausläuft. Dieses Pathos zielt auf die Umwertung der Werte, die letztlich auf dem Willen zur Macht beruht.

## Hintergrund
Nietzsche wendet sich vor allem gegen die Nützlichkeit der Tugendlehren John Stuart Mills und Herbert Spencers und setzt sich von tradierten Vorstellungen des Vernunft- und teleologischen Systemdenkens ab.
Für Volker Gerhardt ist das Motiv schon in Nietzsches frühen Werken angelegt und seine kulturstiftende, „weil individualisierende“ Bedeutung zwischenmenschlicher Distanzierung erkennbar. Schon früh plädiere Nietzsche für das große Individuum, schätzte die aristokratische Gesinnung und verurteile Gleichheitsforderungen und allgemeine Glücksversprechen. In seinem Essay Über das Pathos der Wahrheit von 1872 beschreibt Nietzsche die Auseinandersetzung zwischen dem „Großen“ in der „Weltgeschichte“, dem notwendigerweise Ruhm zukommt, und dem „Gewöhnten, Kleinen, Gemeinen“, das sich diesem in den Weg stellt, als „furchtbaren Kampf der Kultur“. In der Geburt der Tragödie erscheint das Pathos als übergreifender Gegenbegriff zur Handlung. Im Pathos als reiner Gegenwart des Geschehens ist die später kritisierte Unterscheidung zwischen Täter und Tat, innerem Motiv und (äußerer) Folge überwunden. Da es unmittelbar Ausdruck eines seelischen Zustands ist, verknüpft es die beiden moralkritischen Gegenkonzeptionen Nietzsches: Pathos als Alternative zum Handlungsbegriff und Distanz als Grundvoraussetzung aristokratischer Tugend.
Nietzsche setzt Vornehmheit nicht schlechthin mit Macht oder höheren Kasten gleich, sondern verficht eine „geistige Aristokratie“, die hart gegen sich ist, Leid ertragen kann und das Recht der Distanz somit nicht aus der Zufälligkeit äußerer Positionen, sondern aus der Gestaltung ihrer eigenen Existenz bemisst.

## Wirkung und Rezeption
Der Begriff wurde zunächst in moral- und kulturkritischer Bedeutung und als Gegenbegriff zur nivellierten Gesellschaft der Moderne aufgegriffen. Während es für Georg Simmel der Struktur des Vornehmheitsideals entsprach, „daß nicht die Bestätigung nach außen hin, sondern das in sich geschlossene Sein“ den Rang des Menschen bestimmt, sieht Kurt Braatz in der Vornehmheit weniger eine soziologische Kategorie als eine psychische Verfassung und geht von einer Dreidimensionalität des Pathos der Distanz aus, indem er sie vertikal, horizontal und temporal gliedert.
Im Bereich der Ästhetik hat Nietzsches Konzeption nachhaltig gewirkt; ähnlich wie in der Soziologie und Psychologie wird hier indes meist auf den Vorbegriff des Pathos verzichtet und nur von Distanz gesprochen.
So nutzte Theodor W. Adorno die Wendung in seinen Schriften zur Literatur, etwa in Bezug auf Stefan George und Thomas Mann. Als er ein Gedicht aus dem Zyklus Der siebente Ring interpretierte, schrieb er, George habe sich als Nachfahre von Nietzsches Pathos der Distanz gesehen. Problematisch seien die Werke, die „mit der Sphäre des Unheils“ etwas gemein hätten und dem ästhetischen Gehalt widersprächen. So würden seine „bündischen Liturgien“ „trotz oder wegen des Pathos der Distanz zu den Sonnwendfeiern und Lagerfeuern jugendbewegter Horden“ passen. Auf der anderen Seite werde gerade das künstlerisch Fragwürdige real entsühnt, was auf das Abgründige in seinem Werk deute. So mochte dem zum George-Kreis gehörenden Grafen von Stauffenberg, der den Tyrannenmord versucht und sich geopfert habe, vor seiner Tat Georges Gedicht vom Täter aus dem Zyklus Teppich des Lebens gegenwärtig gewesen sein. Historiker weisen darauf hin, dass er sich durch das Gedicht Der Widerchrist in seinem Plan gegen Adolf Hitler habe bestärken lassen. So schreibt Joachim Fest, Stauffenberg habe es in den Wochen vor dem Attentat mit Vorliebe rezitiert.